# Airplay Radio Chart Top 40
Airplay Radio Chart Top 40, skraćeno ARC Top 40, hrvatski radijski chart show na kojem se emitira aktualne najpopularnije svjetske glazbene hitove. U emisiji gledateljima je doneseno tjedno izvješće Airplay Radio Charta, zbivanja na svjetskoj glazbenoj pozornici, poslovne vijesti iz industrije zabave, razgovori sa svjetskim glazbenim zvijezdama i priče iz svakodnevnog života najtraženijih glazbenika te donosi službenu top-ljestvicu stranih singlova u Hrvatskoj. Emitira se na Hrvatskom radiju svakoga ponedjeljka od 18:35 do 21 sat na Drugom programu.
Airplay Radio Chart mjeri popularnost i prisutnost izvođača i njihovih pjesama u programima domaćih radijskih stanica. Autori analiziraju svjetske glazbene trendove, prepoznaju traženost singlova i umjetnika na domaćem prostoru time gradeći pristup radijskoj kreaciji popularne glazbe. Ljestvica radijske emitiranosti (airplay) nastala je na osnovi zbroja emitiranja stranih pjesama u programima radijskih postaja širom Hrvatske prema podatcima servisa 1Played. Emisija je krenula 2002. godine. Premda je u imenu "top 40", na prikazanoj ljestvici je 100 najemitiranijih skladbi na radijskim postajama.
Novinari i voditelji emisije su Monika Lelas i Bernard Cvek. Autor i producent je Goran Komerički.

## Vanjske poveznice
- Facebook
- Twitter
- YouTube
- Blog